# Bergedorfer Gehölz

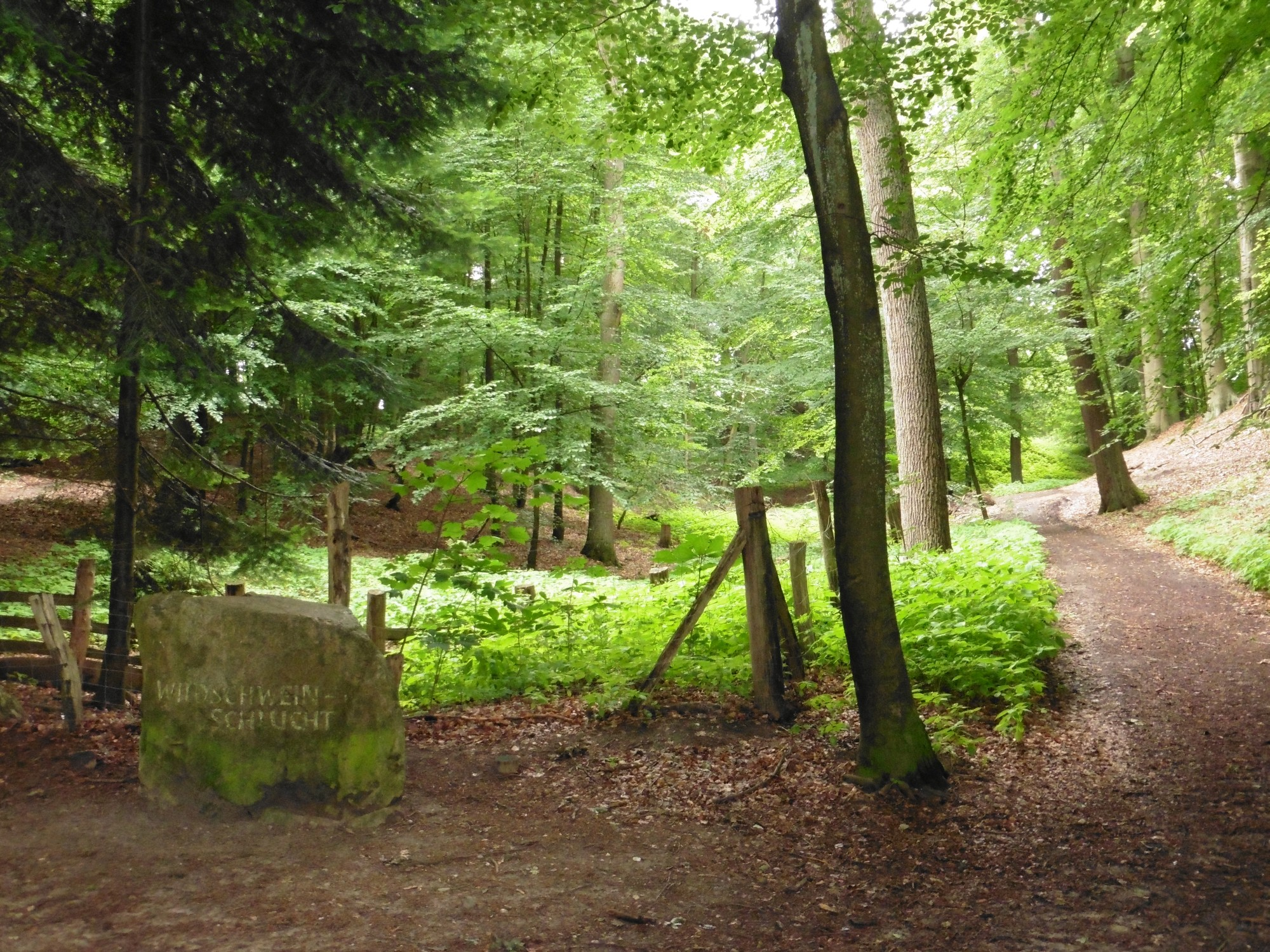
Ehemaliges Wildschweingehege

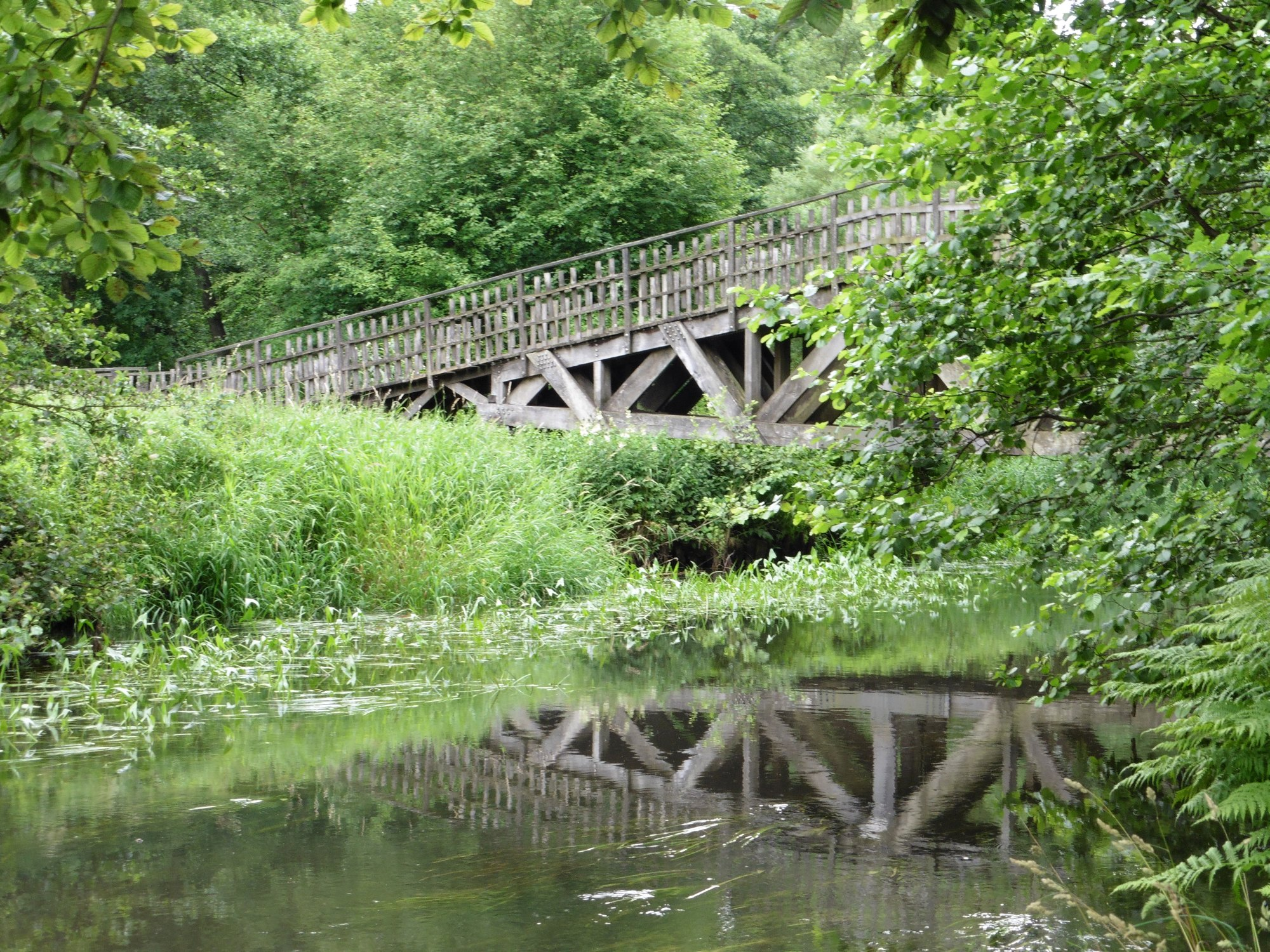
Billebrücke („Pionierbrücke“)

Das Bergedorfer Gehölz ist ein rund zwei Quadratkilometer großer Wald zwischen dem Hamburger Stadtteil Bergedorf und der holsteinischen Gemeinde Wentorf, wobei die Landesgrenze mitten durch das Gehölz verläuft. Begrenzt wird der Wald im Norden durch den Lauf der Bille, im Osten von der Werntorfer Feldmark. Im Westen und Süden grenzt das Bergedorfer Villenviertel an den Wald.
Das Gehölz, im 17. Jahrhundert das Gestüde (mittelniederdeutsch für Gebüsch) genannt, bestand ursprünglich in der Hauptsache aus einem Eichenwald. Heute besteht es aus etwas Fichten, jedoch viel Laubholz wie Buchen, Birken, Linden und Eichen. Das Gelände ist für norddeutsche Verhältnisse recht steil, da es sich von der Billeniederung bis auf die Hohe Geest erstreckt. Die höchsten Erhebungen sind der Fuchsberg auf Wentorfer Seite und der Doktorberg im Bergedorfer Teil des Waldstücks. Beide "Berge" sind an die 50 Meter hoch. Am Doktorberg wurde in den 1930er Jahren eine rund 1.000 Meter lange Rodelbahn angelegt.
Bis zum Jahre 2007 gab es im Gehölz als Attraktion ein großes Wildschweingehege („Sauschlucht“), das jedoch aus Kostengründen abgetragen wurde. Aber es gibt einen 2008 grundrenovierten Naturspielplatz und eine 1 ½ Kilometer lange Laufstrecke.
Seit dem Sommer 2008 ist bekannt, dass der „Eremit“ in einer alten Eiche des Bergedorfer Gehölzes lebt. Es ist dies ein höchst seltener und vom Aussterben bedrohter Käfer – auch „Juchtenkäfer“ genannt.